# コッリーネ・ディ・ロマーニャ
コッリーネ・ディ・ロマーニャ (Colline di Romagna) (DOP) は、DOP指定された、オリーブ・オイルである。「ロマーニャの小丘」という意味である。
欧州共同体の法律により、イタリアのロマーニャ地方のリミニ県とフォルリ＝チェゼーナ県内の指定された地域で作られたものがこの名前を名乗ることができる。